# Örményország az Eurovíziós Dalfesztiválokon
Örményország eddig tizenhét alkalommal vett részt az Eurovíziós Dalfesztiválon.
Az örmény műsorsugárzó, az Örmény Közszolgálati Televízió, amely 2005-ben lett tagja az Európai Műsorsugárzók Uniójának, és 2006-ban csatlakozott a versenyhez.

## Története

### Évről évre
A debütáláson elért nyolcadik helyüknek köszönhetően a következő évben automatikusan döntősök voltak, ahol ismét a nyolcadik helyet szerezték meg. A 2008-as szabálymódosítás értelmében az első tíz helyezett már nem jut automatikusan a döntőbe a következő évi versenyen, így először az elődöntőben kell kivívniuk a továbbjutást. 2008-ban érték el eddigi legjobb helyezésüket, amikor a negyedik helyen végeztek. 

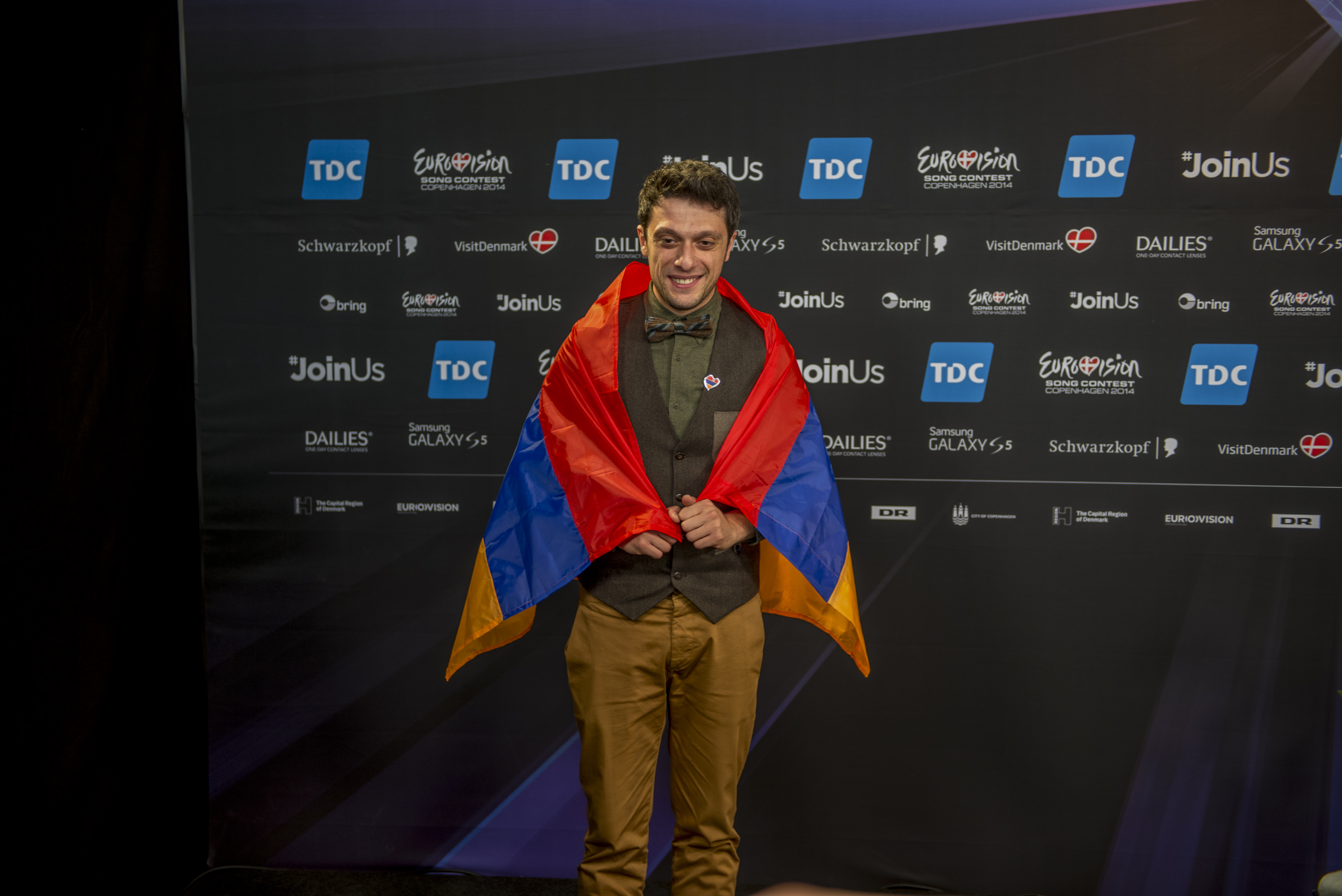
Aram Mp3, a 2014-es örmény versenyző.

2011-ben először fordult elő, hogy nem jutottak tovább az elődöntőből. A 2012-es bakui versenyen az Azerbajdzsánnal szemben fennálló kölcsönös politikai érdekkülönbségek miatt volt kénytelenek voltak a határidő után visszalépni – pénzbírság fejében. A 2013-as versenyre visszatértek, ahol újra bejutottak a döntőbe, de ott csak a tizennyolcadik helyet szerezték meg. A 2014-es verseny előtt nagy esélyesnek tartották Aram Mp3 dalát, aki végül a negyedik helyen végzett. 2015-ben a Föld minden kontinenséről összeállt, hazájuktól elszármazott örményekből álló együttes a tizenhatodik helyen végezett, míg 2016-ban a végső győzelemre is esélyes Iveta Mukuchyannak a hetedik helyet sikerült elérnie és megszerezte az ország legmagasabb pontszámát. A következő évben a tizennyolcadik helyig jutottak.
Legrosszabb helyezésüket 2018-ban és 2019-ben sikerült megszerezniük, amikor egymás után kétszer nem jutottak tovább az elődöntőből, előbbinél a tizenötödik helyen végeztek, utóbbinál egy hellyel rosszabb eredményt szereztek. 
2020-ban Athena Manoukian képviselte volna az országot, azonban a dalfesztivál a Covid19-pandémia miatt elmaradt. Annak ellenére, hogy az ország megerősítette a részvételi szándékát a 2021-es versenyre, március 5-én bejelentették, hogy visszalépésre kényszerülnek a 2020-as hegyi-karabahi háború, és az azt övező belpolitikai válság miatt. A kaukázusi ország szintén erre hivatkozva lépett vissza a 2020-as Junior Eurovíziós Dalfesztiválon való szerepléstől is. 2022-ben ismét indultak a versenyen, ekkor ismét kvalifikálták magukat a döntőbe, ezzel megtörve a 2018 óta fennálló sikertelenséget. A döntőt huszadik helyen végezve zárták, amely legrosszabb döntős szereplésüknek minősül. Az országot képviselő Rosa Linn dala, a Snap a versenyt követően elterjedt a TikTokon, és számos ország nemzeti toplistájára felkerült, ezzel hatalmas sikereket elérve. A következő évben tizennegyedikek lettek a döntőben, majd 2024-ben a Ladaniva visszarepítette az országot a legjobb tíz közé. Jako című dalukkal a nyolcadik helyen végeztek. 2025-ben Parggal huszadikak lettek.

### Nyelvhasználat
A nyelvhasználatot korlátozó szabály 1999-ig volt érvényben, vagyis Örményország 2006-os debütálásakor már szabadon megválaszthatták az indulók, hogy milyen nyelvű dallal neveznek.
Örményország eddigi tizenhét versenydala közül kettő örmény nyelven, tíz angol nyelven, öt pedig főleg angol, de örmény nyelvű részekkel hangzott el.

### Nemzeti döntő
Örményországban nem alakult ki hagyományos, minden évben megrendezett nemzeti válogató.
Első indulójukat nemzeti döntő nélkül választotta ki az AMPTV, majd 2007-ben rendezték az első örmény nemzeti döntőt. A hét előadó közül egy zsűri választotta ki a győztest. 2008-ban, 2011-ben és 2013-ban egy belsőleg kiválasztott énekes adott elő több dalt, és a nézők választhatták ki a kedvencüket. 2009-ben és 2010-ben pedig huszonegy, illetve kilenc előadó részvételével rendeztek nemzeti döntőt, akik közül a közönség és a zsűri közösen választotta ki az örmény indulót.
2014 és 2016 között minden évben belső kiválasztást alkalmaztak az ország dalának kiválasztásához. 2017-től a Depi Evratesil tehetségkutatóval (később válogatóműsorként funkcionált) választották ki az ország képviselőit egészen 2018-ig, amikor is nem sikerült továbbjutniuk a dalfesztivál döntőjébe, így a következő évben nem rendezték meg a műsort. 2019. október elején a műsorsugárzó bejelentette, hogy 2020-ban ismét visszatér a képernyőre a műsor, ezúttal is az ország nemzeti döntőjeként funkcionált. 2022-től 2024-ig ismét belső kiválasztással döntöttek az örmény előadókról. 2025-től újra képernyőre tűzik a Depi Evratesil-t, amellyel kiválasztják indulójukat.

## Résztvevők
| Év   | Előadó           | Dal               | Magyar fordítás           | Döntő                   | Pontszám                | Elődöntő             | Pontszám             |
| ---- | ---------------- | ----------------- | ------------------------- | ----------------------- | ----------------------- | -------------------- | -------------------- |
| 2006 | André            | Without Your Love | A szerelmed nélkül        | 8.                      | 129                     | 6.                   | 150                  |
| 2007 | Hayko            | Anytime You Need  | Amikor csak akarod        | 8.                      | 138                     | Automatikusan döntős | Automatikusan döntős |
| 2008 | Sirusho          | Qele qele         | Gyere, gyere              | 4.                      | 199                     | 2.                   | 139                  |
| 2009 | Inga & Anush     | Jan Jan           | Kedvesem                  | 10.                     | 92                      | 5.                   | 99                   |
| 2010 | Eva Rivas        | Apricot Stone     | Barackmag                 | 7.                      | 141                     | 6.                   | 83                   |
| 2011 | Emmy             | Boom Boom         | Bumm-bumm                 | Nem jutott be a döntőbe | Nem jutott be a döntőbe | 12.                  | 54                   |
|      |                  |                   |                           |                         |                         |                      |                      |
| 2013 | Dorians          | Lonely Planet     | Magányos bolygó           | 18.                     | 41                      | 7.                   | 69                   |
| 2014 | Aram MP3         | Not Alone         | Nincs egyedül             | 4.                      | 174                     | 4.                   | 121                  |
| 2015 | Genealogy        | Face the Shadow   | Nézz szembe az árnyékkal! | 16.                     | 34                      | 7.                   | 77                   |
| 2016 | Iveta Mukuchyan  | LoveWave          | SzerelemHullám            | 7.                      | 249                     | 2.                   | 243                  |
| 2017 | Artsvik          | Fly with Me       | Repülj velem              | 18.                     | 79                      | 7.                   | 152                  |
| 2018 | Sevak Khanagyan  | Qami              | Szél                      | Nem jutott be a döntőbe | Nem jutott be a döntőbe | 15.                  | 79                   |
| 2019 | Srbuk            | Walking Out       | Kisétálni                 | Nem jutott be a döntőbe | Nem jutott be a döntőbe | 16.                  | 49                   |
| 2020 | Athena Manoukian | Chains on You     | Láncok rajtad             | Elmaradt a verseny      | Elmaradt a verseny      | Elmaradt a verseny   | Elmaradt a verseny   |
|      |                  |                   |                           |                         |                         |                      |                      |
| 2022 | Rosa Linn        | Snap              | Csettintés                | 20.                     | 61                      | 5.                   | 187                  |
| 2023 | Brunette         | Future Lover      | Jövőbeli szerető          | 14.                     | 122                     | 6.                   | 99                   |
| 2024 | Ladaniva         | Jako              | –                         | 8.                      | 183                     | 3.                   | 137                  |
| 2025 | Parg             | Survivor          | Túlélő                    | 20.                     | 72                      | 10.                  | 51                   |

## Szavazástörténet

### 2006–2025
| Hely | Ország      | Pont |
| ---- | ----------- | ---- |
| 1.   | Görögország | 115  |
| 2.   | Grúzia      | 98   |
| 3.   | Ciprus      | 81   |
| 4.   | Oroszország | 79   |
| 5.   | Málta       | 68   |
| 6.   | Hollandia   | 63   |
| 7.   | Moldova     | 58   |
| 8.   | Izrael      | 52   |
| 9.   | Ukrajna     | 51   |
| 10.  | Svédország  | 46   |

| Hely | Ország        | Pont |
| ---- | ------------- | ---- |
| 1.   | Görögország   | 119  |
| 2.   | Hollandia     | 97   |
| 3.   | Oroszország   | 96   |
| 4.   | Franciaország | 93   |
| 5.   | Grúzia        | 89   |
| 6.   | Belgium       | 86   |
| 7.   | Izrael        | 79   |
| 8.   | Spanyolország | 78   |
| 9.   | Ciprus        | 68   |
| 10.  | Moldova       | 62   |

Örményország még sosem adott pontot az elődöntőben a következő országoknak: Andorra, Luxemburg és Monaco
Örményország még sosem kapott pontot az elődöntőben a következő országoktól: Azerbajdzsán, Luxemburg, Monaco és Szerbia
| Hely | Ország        | Pont |
| ---- | ------------- | ---- |
| 1.   | Franciaország | 143  |
| 2.   | Oroszország   | 126  |
| 3.   | Görögország   | 102  |
| 4.   | Ukrajna       | 97   |
| 5.   | Svédország    | 95   |
| 6.   | Grúzia        | 83   |
| 7.   | Ciprus        | 69   |
| 8.   | Olaszország   | 64   |
| 9.   | Norvégia      | 50   |
| 10.  | Izrael        | 49   |

| Hely | Ország        | Pont |
| ---- | ------------- | ---- |
| 1.   | Grúzia        | 156  |
| 2.   | Franciaország | 151  |
| 3.   | Oroszország   | 91   |
| 4.   | Görögország   | 87   |
| 5.   | Bulgária      | 80   |
| 6.   | Izrael        | 75   |
| 7.   | Hollandia     | 72   |
| 8.   | Belgium       | 69   |
| 9.   | Spanyolország | 68   |
| 10.  | Ciprus        | 68   |

Örményország még sosem adott pontot a döntőben a következő országoknak: Andorra, Luxemburg, Monaco, Szlovákia és Szlovénia
Örményország még sosem kapott pontot a döntőben a következő országoktól: Andorra, Azerbajdzsán és Monaco

## Háttér
| Év   | Rendező    | Kommentátor | Pontbejelentő                                    |
| ---- | ---------- | --- | ------------------------------------------------ |
| 2005 | Kijev      | N/A | Nem vettek részt                                 |
| 2006 | Athén      | Gohar Gasparyan és Felix Khachatryan | Gohar Gasparyan                                  |
| 2007 | Helsinki   | Gohar Gasparyan | Sirusho                                          |
| 2008 | Belgrád    | Felix Khachatryan és Hrachuhi Utmazyan | Hrachuhi Utmazyan                                |
| 2009 | Moszkva    | Khoren Levonyan | Sirusho                                          |
| 2010 | Oslo       | Khoren Levonyan és Hrachuhi Utmazyan | Nazeni Hovhannisyan                              |
| 2011 | Düsseldorf | Artak Vardanyan | Lusine Tovmasyan                                 |
| 2012 | Baku       | Gohar Gasparyan és Artur Grigoryan | Nem vettek részt                                 |
| 2013 | Malmö      | André és Arevik Udumyan (elődöntők) Erik Antaranyan és Anna Avanesyan (döntő)                                                                  | André                                            |
| 2014 | Koppenhága | Erik Antaranyan és Anna Avanesyan (elődöntők) Tigran Danielyan és Arevik Udumyan (döntő)                                                       | Anna Avanesyan                                   |
| 2015 | Bécs       | Erik Antaranyan és Aram Mp3 (első elődöntő) Vahe Khanamiryan és Hermine Stepanyan (második elődöntő) Avet Barseghyan és Arevik Udumyan (döntő) | Lilit Muradyan                                   |
| 2016 | Stockholm  | Avet Barseghyan | Arman Margaryan                                  |
| 2017 | Kijev      | Avet Barseghyan és Gohar Gasparyan | Iveta Mukuchyan                                  |
| 2018 | Lisszabon  | Avet Barseghyan és Felix Khachatryan | Arsen Grigoryan                                  |
| 2019 | Tel-Aviv   | Avet Barseghyan és Aram Mp3 | Aram Mp3                                         |
| 2021 | Rotterdam  | Nem vettek részt és nem közvetítették a versenyt                                                                                               | Nem vettek részt és nem közvetítették a versenyt |
| 2022 | Torino     | Garik Papoyan és Hrachuhi Arutyunovna | Garik Papoyan                                    |
| 2023 | Liverpool  | Hrachuhi Utmazyan és Hamlet Arakelyan | Maléna                                           |
| 2024 | Malmö      | Hrachuhi Utmazyan és Sevak Hakobyan | Brunette                                         |
| 2025 | Bázel      | Hrachuhi Utmazyan és Hamlet Arakelyan | Lusine Tovmasyan                                 |

## Díjak

### Marcel Bezençon-díj
| Kategória    | Év   | Előadó  | Dal       | Zeneszerző(k) Szöveg / zene    | Eredmény az Eurovízión | Eredmény az Eurovízión | Helyszín         |
| Kategória    | Év   | Előadó  | Dal       | Zeneszerző(k) Szöveg / zene    | Helyezés               | Pontszám               | Helyszín         |
| ------------ | ---- | ------- | --------- | ------------------------------ | ---------------------- | ---------------------- | ---------------- |
| Rajongói díj | 2008 | Sirusho | Qele qele | H.A. Der-Hovagimian és Sirusho | 4.                     | 199                    | Szerbia, Belgrád |

## Galéria

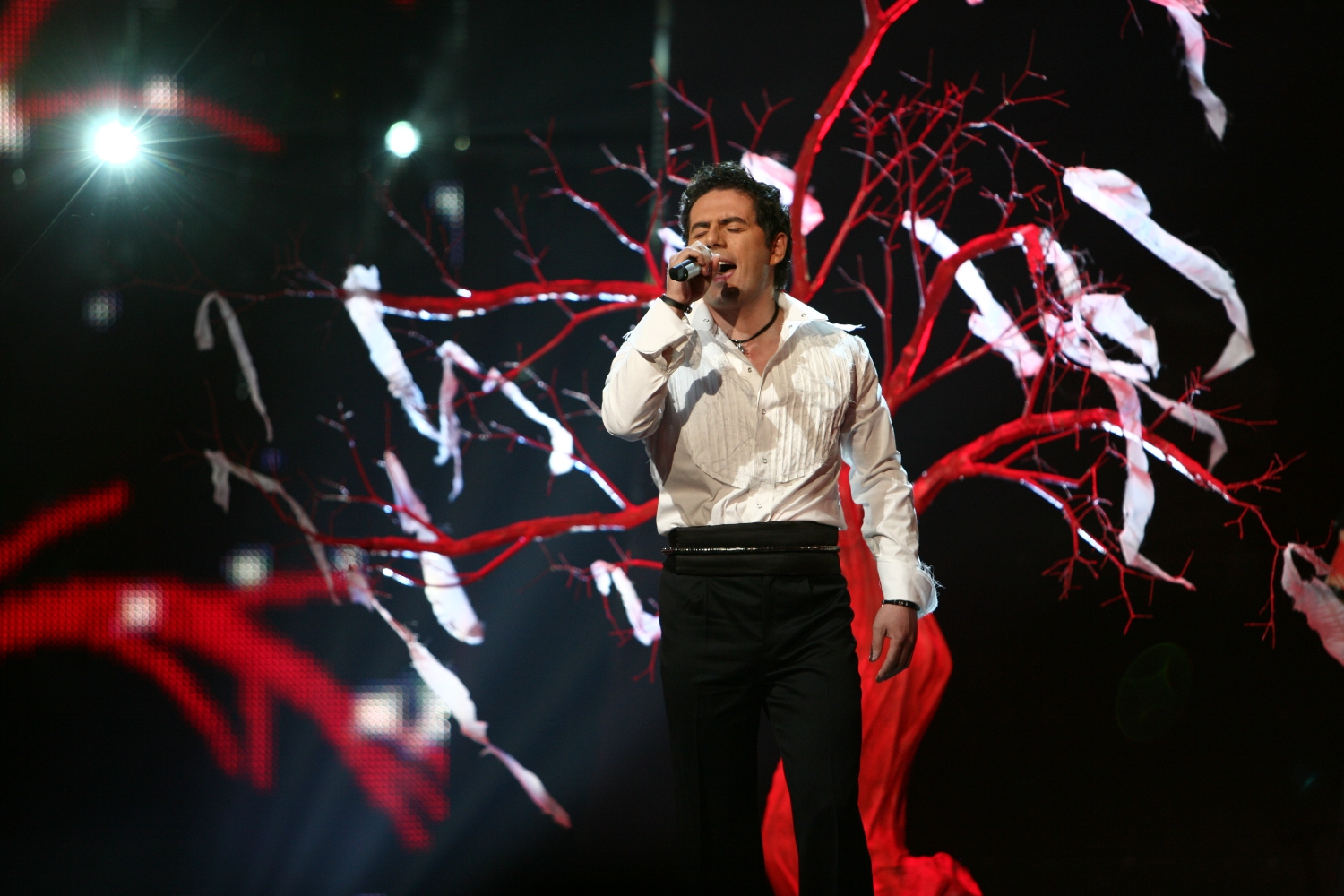
Hayko Helsinkiben (2007)
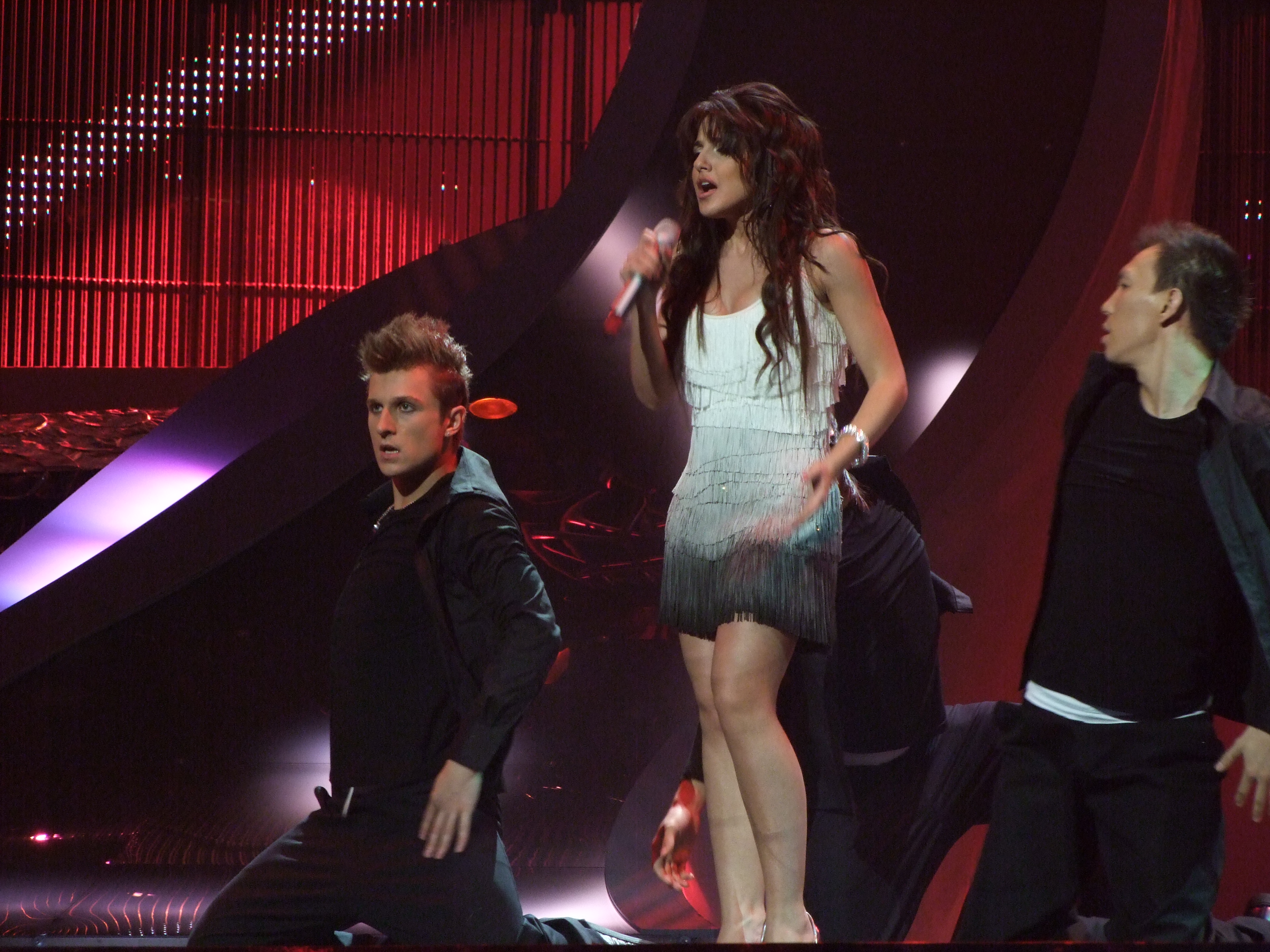
Sirusho Belgrádban (2008)
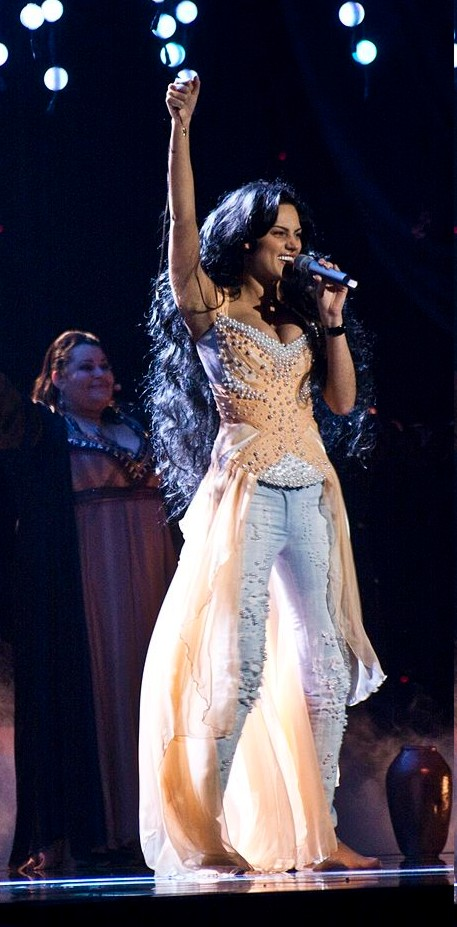
Eva Rivas Osloban (2010)
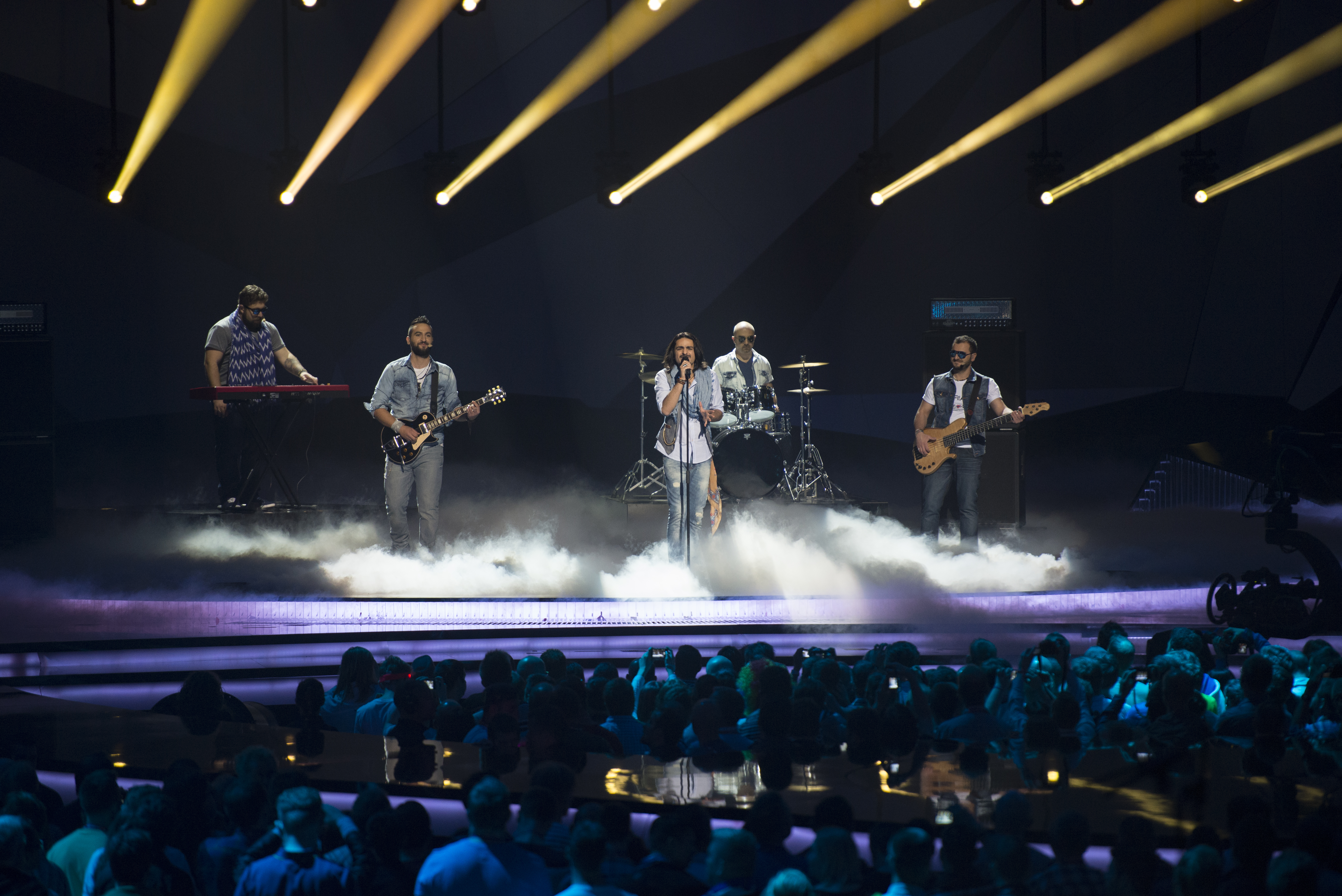
A Dorians Malmöben (2013)
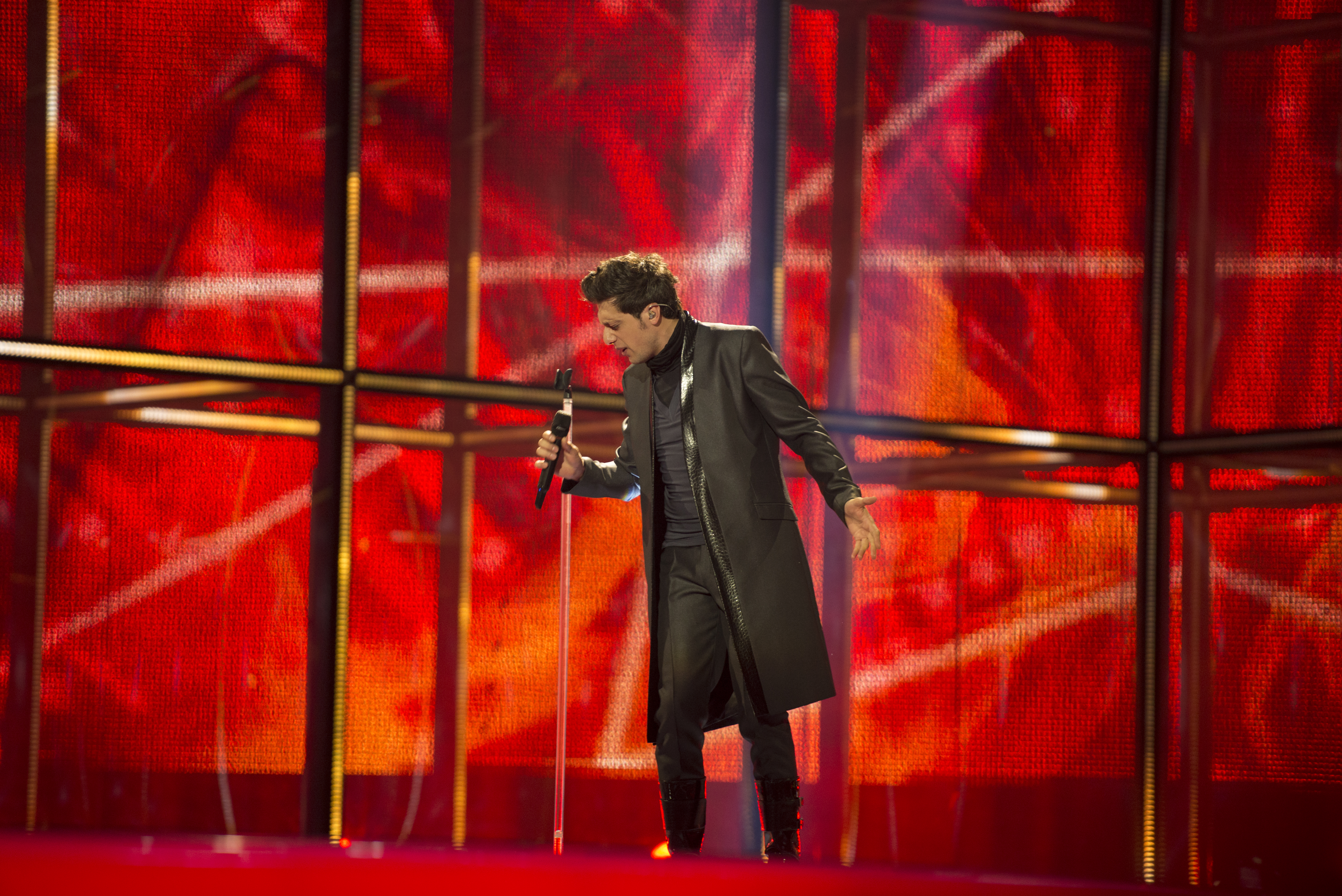
Aram Mp3 Koppenhágában (2014)
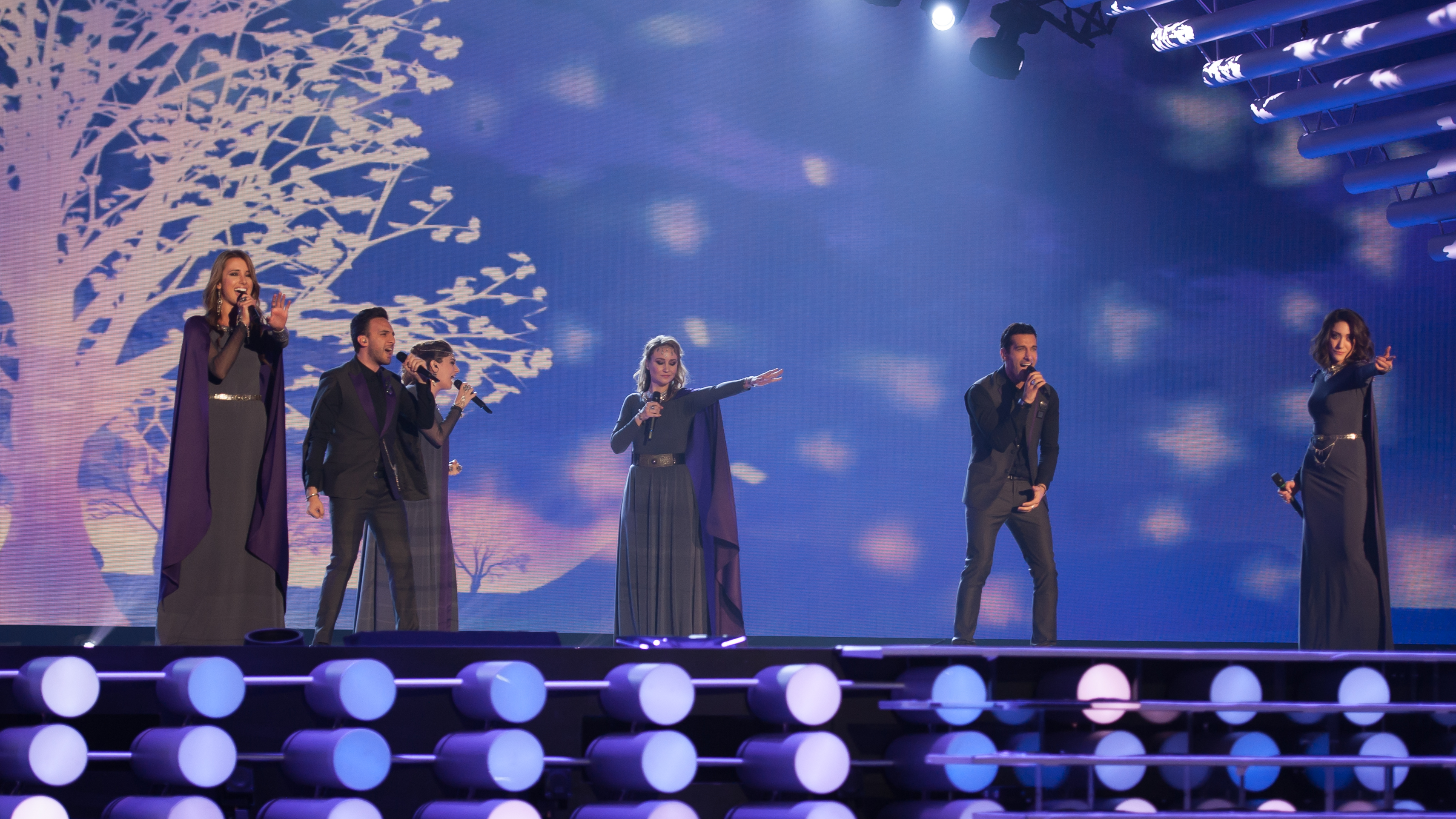
A Genealogy Bécsben (2015)
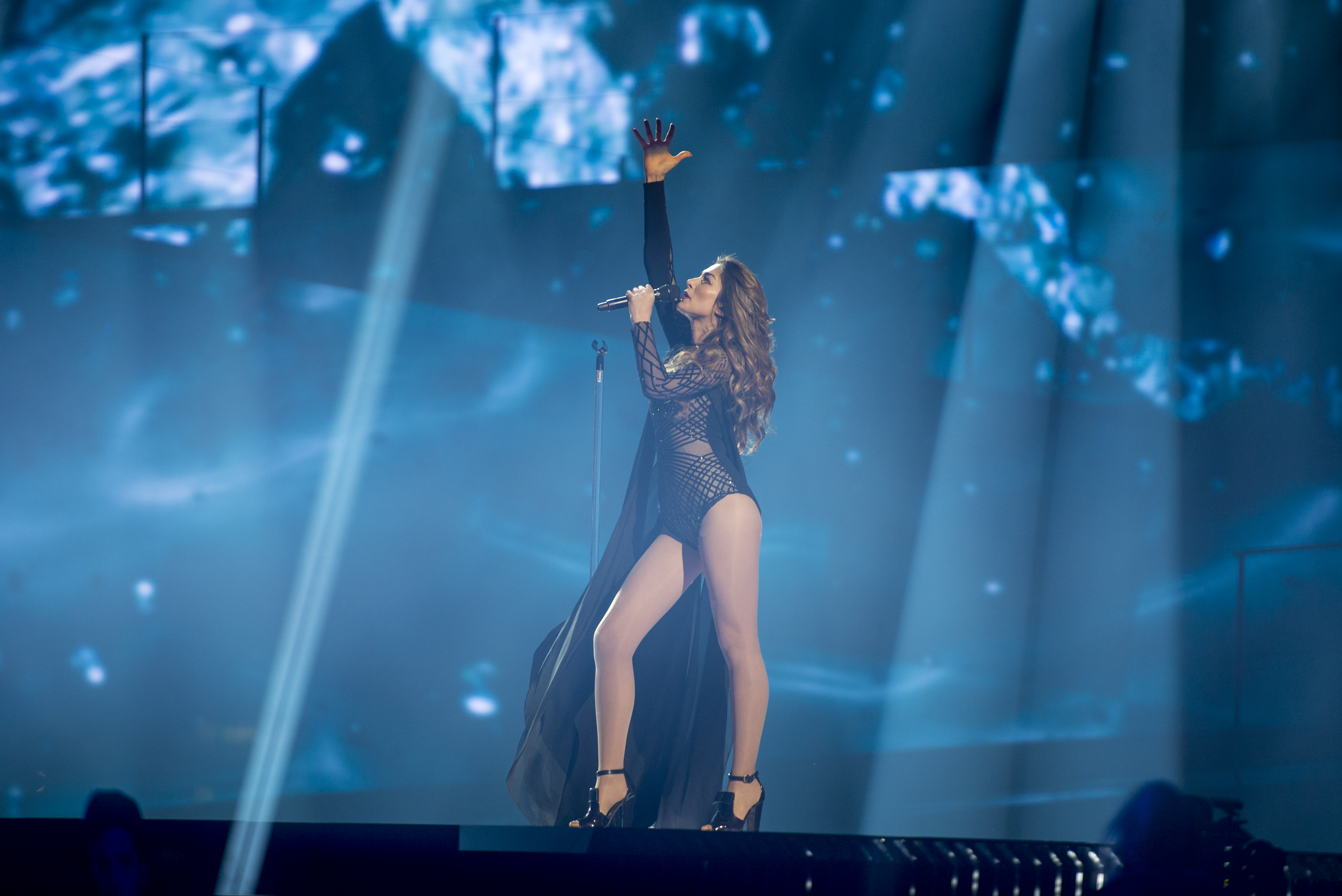
Iveta Mukuchyan Stockholmban (2016)
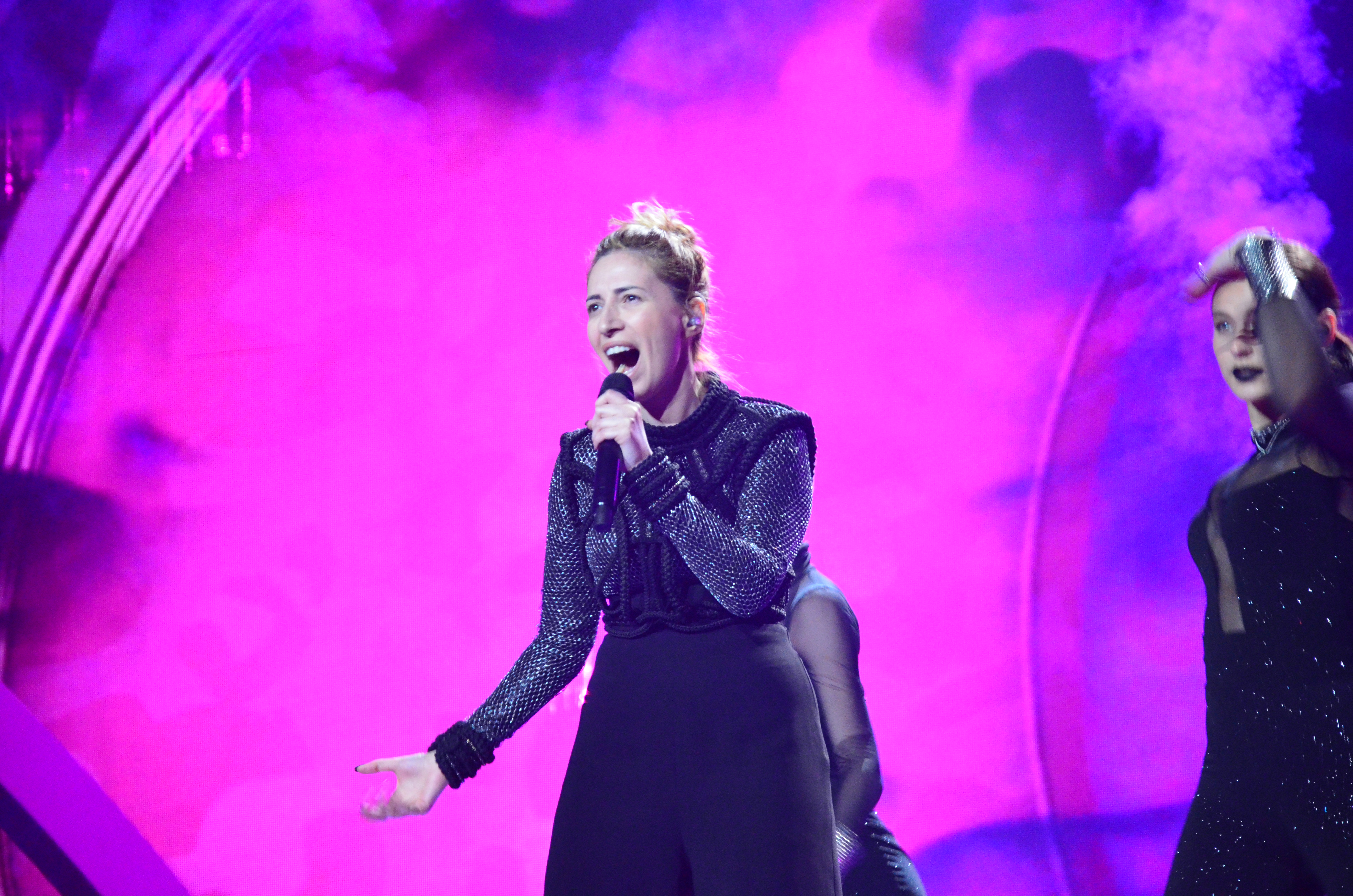
Artsvik Kijevben (2017)
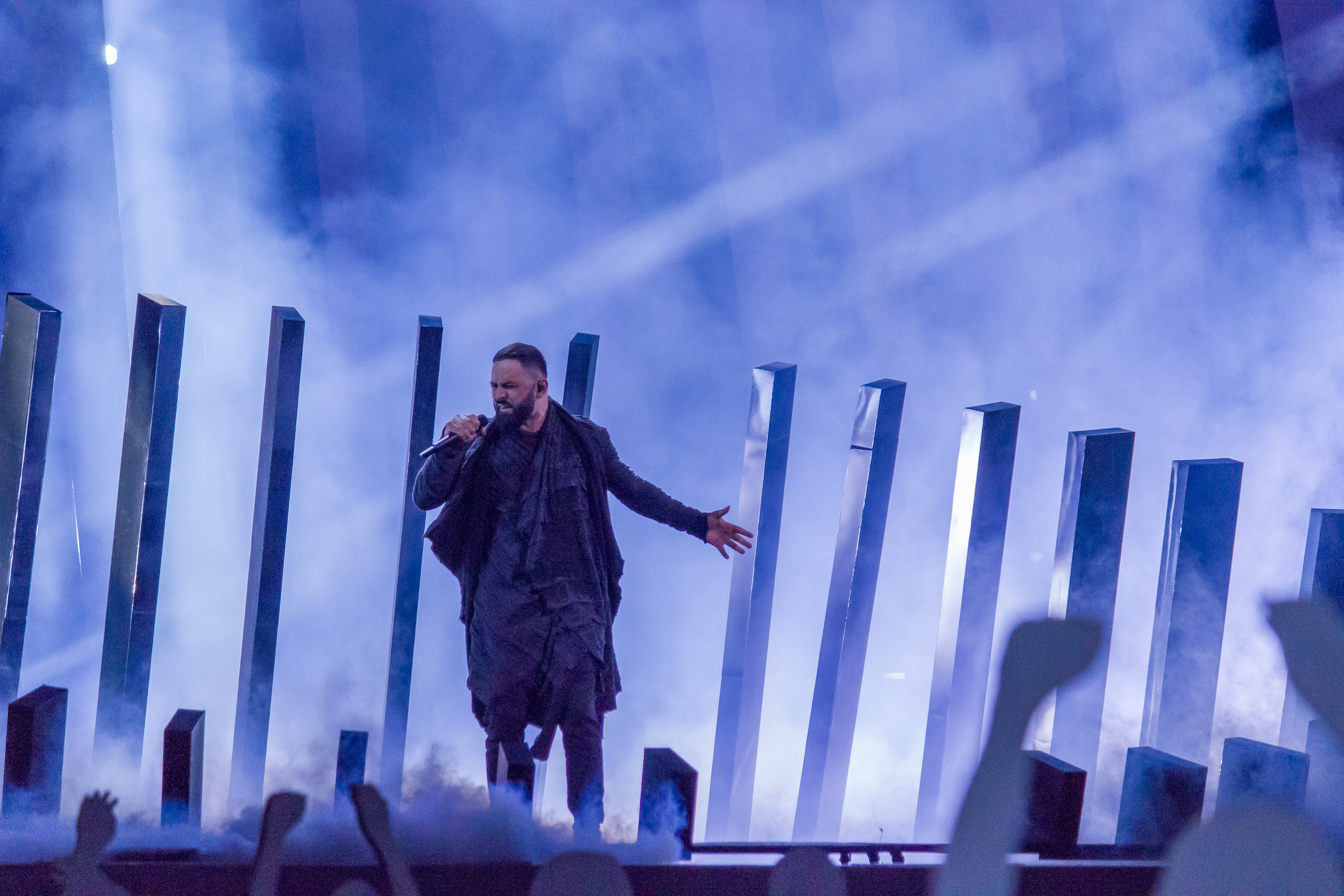
Sevak Khanagyan Lisszabonban (2018)
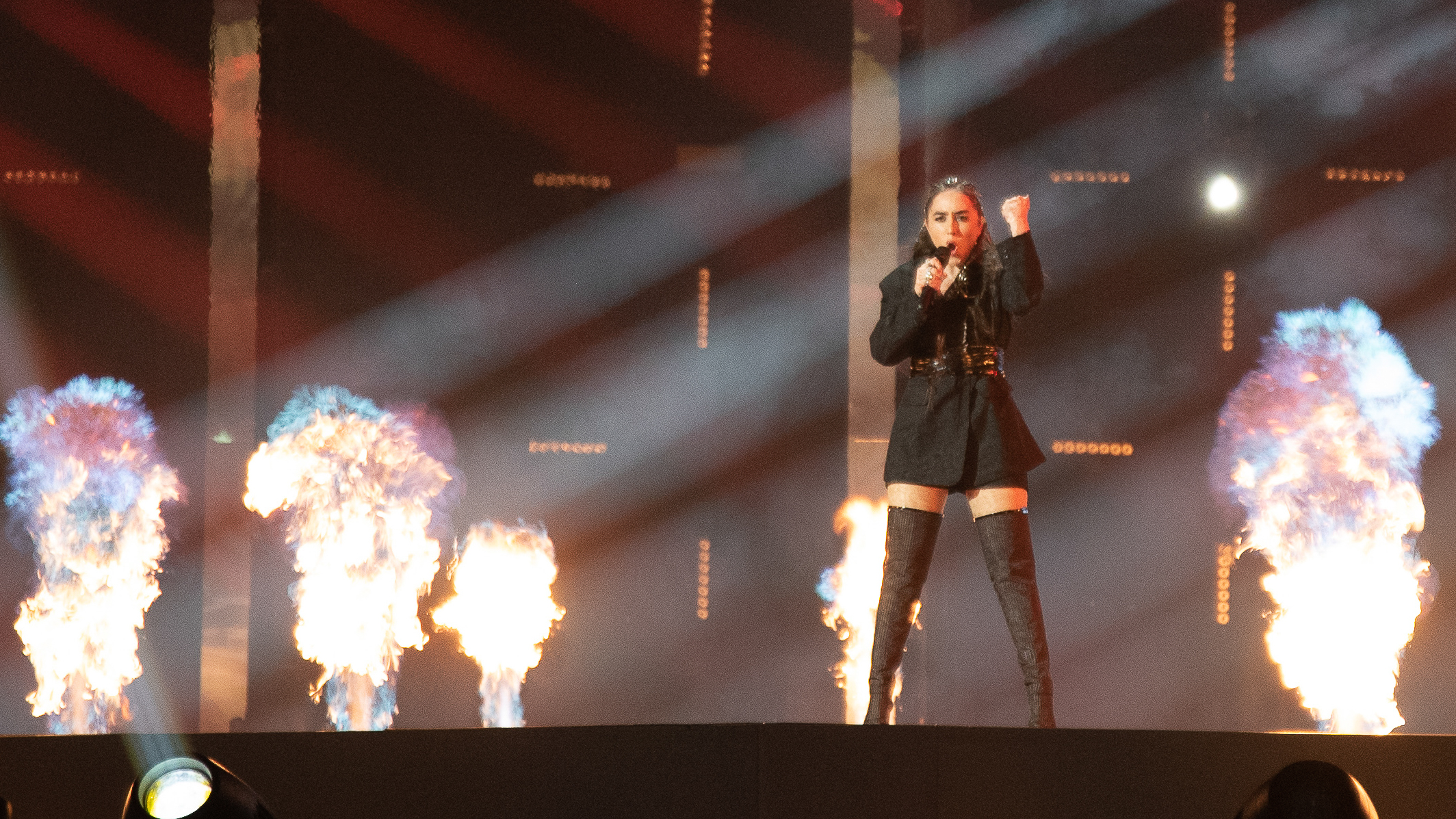
Srbuk Tel-Avivban (2019)
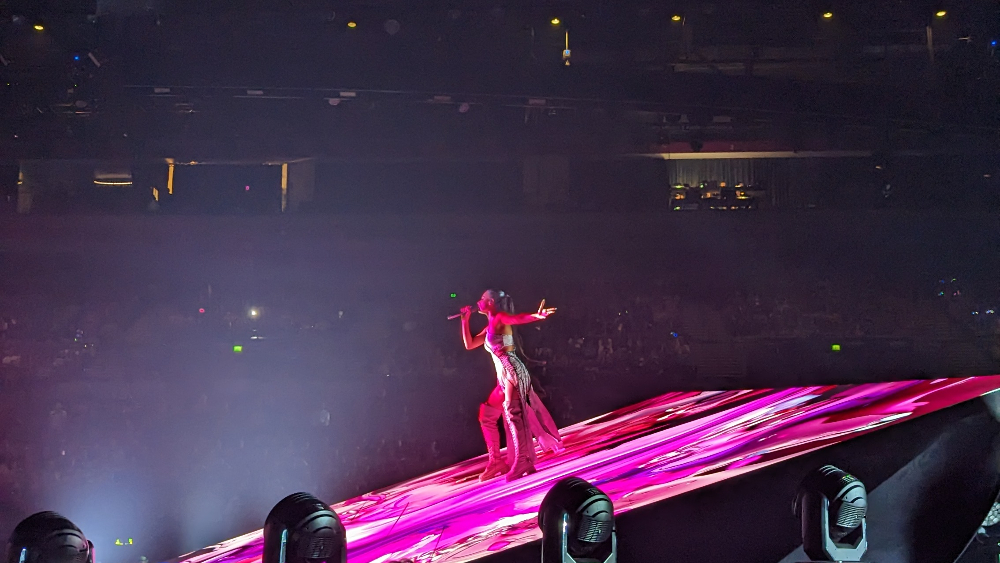
Brunette Liverpoolban (2023)
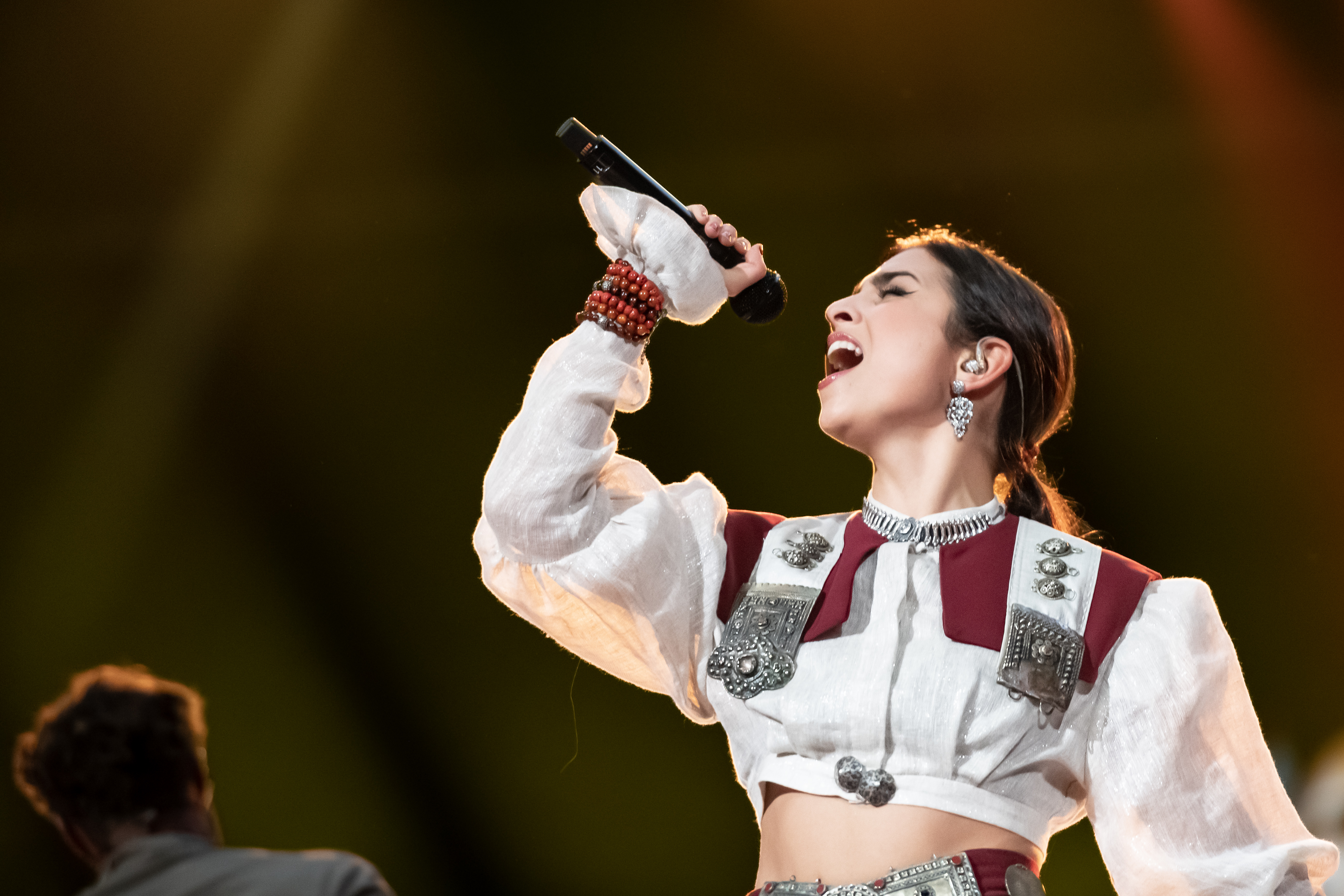
A Ladaniva Malmőben (2024)
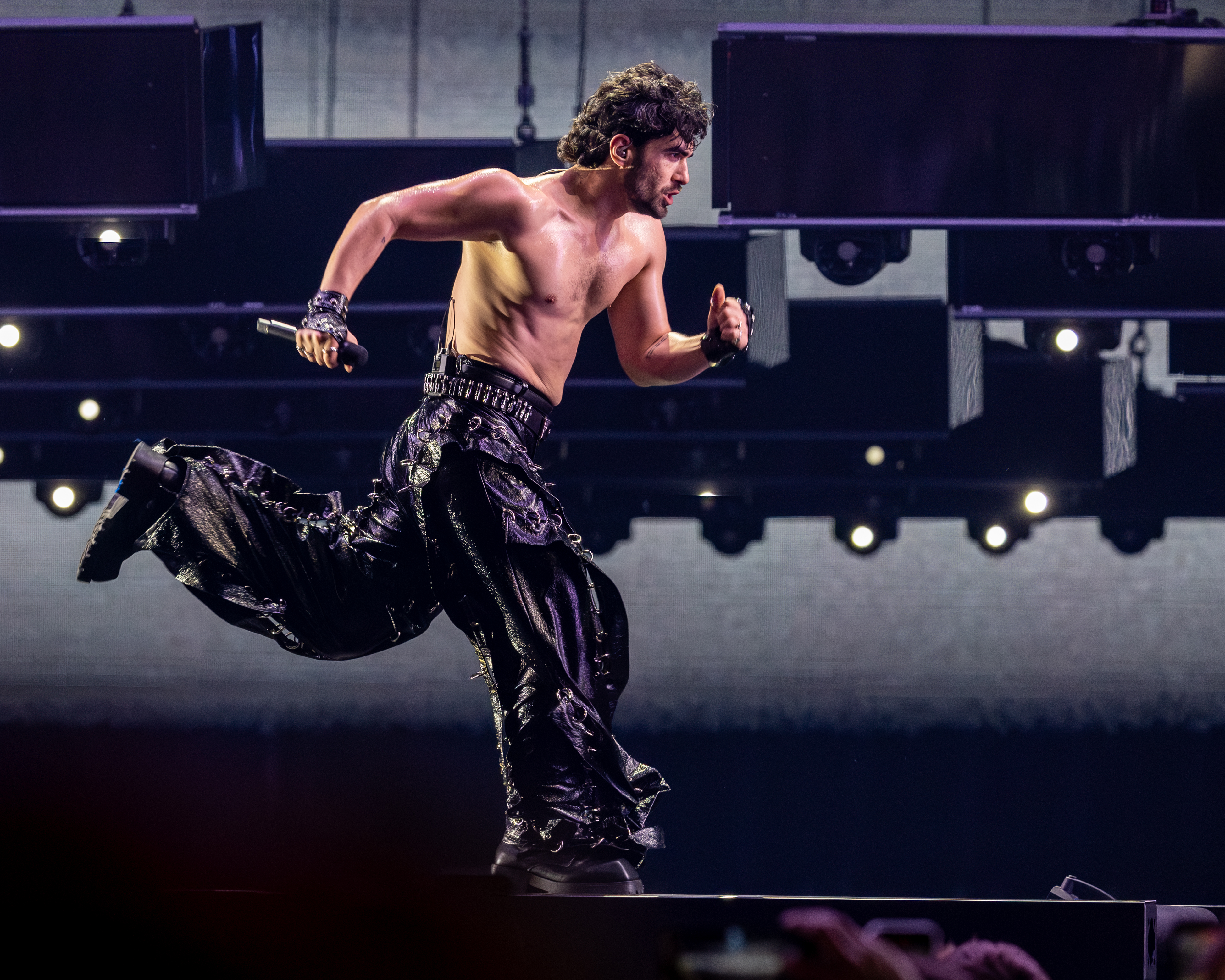
Parg Bázelben (2025)

## Lásd még
- Örményország a Junior Eurovíziós Dalfesztiválokon